# 謝恩使
謝恩使（しゃおんし）とは、東アジアにおいて朝貢国または属国の国王が即位した際に、宗主国に対して謝恩のために派遣する使節をいう。
江戸時代、琉球国王の冊封の際に幕府へと派遣された使節である謝恩使については江戸上りを参照。